# Шлях файлу
Шлях фа́йлу (англ. Path) — це літеральний рядок, який вказує розташування файлу в файловій системі, адреса каталогу.
В операційних системах Unix роздільним знаком у шляху є «/». У MS-DOS і Microsoft Windows — «\». В інших операційних системах знаком розділювання може бути ": " або інший. Ці знаки служать для розмежування назв каталогів, що створюють шлях файлу.
Наприклад, якщо повна адреса файлу «/home/user/foo/bar.txt», то «bar.txt» — це ім'я файлу, а «/home/user/foo/» — шлях до нього.
Шлях може бути абсолютним або відносним. Повний шлях або абсолютний шлях — це шлях, який вказує на те саме місце на одній файловій системі, незалежно від робочої директорії або комбінованих шляхів. Повний шлях посилається на кореневий каталог (починаються з кореневого каталогу). Відносний шлях являє собою шлях по відносний до робочого каталогу користувача або програми.
Для ефективного відшукання файлів Unix-подібні операційні системи зазвичай мають системну змінну PATH у командній оболонці (наприклад sh), яка задає перелік найуживаніших шляхів розташування файлів призначених для виконання. Побачити значення цієї змінної можна за допомогою команди
 echo $PATH  чи аналогічної їй.

## Історія

### Multics
Однією з перших операційних систем з ієрархічною файловою системою була ОС Multics, розроблена наприкінці 1960-х років. Роздільником каталогів у шляху файлу там слугував символ ">".

### MS-DOS
MS-DOS версії 1.0, що з'явилася разом з дебютом IBM PC 1981-го року, не підтримувала ієрархічної файлової системи, а символ "/" використовувався для позначення параметрів команд (наприклад, dir /p). Каталоги вперше з'явилися у MS-DOS 2.0, і Microsoft обрала символ "\" для розділення елементів шляху файлу.

### Класична Mac OS
Оригінальна Macintosh File System була «пласкою», лише з одним рівнем каталогів. 1985-го року Apple замінила її на HFS (англ. Hierarchical File System), де роздільнком елементів шляху була двокрапка («:»).